# Bristow (Nebraska)
Bristow je selo u američkoj saveznoj državi Nebraska. Prema popisu stanovništva iz 2010. u njemu je živjelo 65 stanovnika.